# デニス・ハルマシュ
デニス・ヴィクトロヴィチ・ハルマシュ（ウクライナ語:Денис Вікторович Гармаш、ラテン文字:Denys Viktorovych Harmash、1990年4月19日 - ）は、ウクライナ・ルハーンシク州出身のサッカー選手。NKオシエク所属。ポジションはMF。

## 経歴
ウクライナのFCディナモ・キーウのユースチームでキャリアをスタートさせ、2007年9月にはACミランとの親善試合にも出場した。2009年からトップチームに昇格し、8月31日にFCメタルルフ・ドネツィク戦でウクライナ・プレミアリーグデビューを果たした。

## 代表歴
ウクライナ代表として2009年にUEFA U-19欧州選手権出場し、3ゴールを決め優勝に貢献した。
2011年10月7日のブルガリアとの親善試合でフル代表デビュー。2013年6月7日のワールドカップ予選、モンテネグロ戦で代表初得点を挙げた。

## タイトル

### クラブ
FCディナモ・キーウ
- ウクライナ・スーパーカップ ： 2009, 2011, 2016, 2018, 2019, 2020
- ウクライナ・プレミアリーグ ： 2014-15, 2015-16, 2020-21
- ウクライナ・カップ ： 2013-14, 2014-15, 2019-20, 2020-21

### 代表
U-19ウクライナ代表
- UEFA U-19欧州選手権：2009